# Нинџи
Нинџи (仁治), позната и као Џинџи је јапанска ера (ненко) која је настала после Ено и пре Канген ере. Временски је трајала од августа 1240. до јануара 1243. године и припадала је Камакура периоду. Владајући цареви били су Шиџо и Го-Сага.

## Важнији догађаји Нинџи ере
- 1242. (Нинџи 3, десети дан првог месеца): Након десет година владавине, цар Шиџо напрасно умире.[3] Наследник трона је други син бившег цара Цучимикада.[4][5]
- 1242. (Нинџи 3, пети месец): Почиње владавина новог цара Го-Саге.[6][7]
- 14. јул 1242. (Нинџи 3, петнаести дан шестог месеца): Хоџо Јасутоки умире у 60 години. Његове обавезе на преузимају син Хоџо Цунетоки и Куџо Јорицуне.[8]